# 범일금고

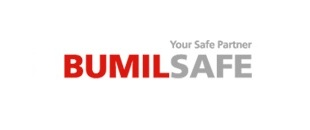
로고

범일금고주식회사(BUMIL SAFE MFG.CO.,LTD.)는 1963년 조방기회장이 설립한 대한민국의 대표 금고 제조기업이다. 1972년 일본 사또금고와 기술 제휴로 금고 생산을 시작했다. 1963년 금고 및 금속가구 전문회사인 범일공업사로 시작해 지금의 사명으로 변경했다.
현재는 제품 생산량의 80% 이상을 50개국에 수출하고 있다.

## 주요 제품군
금고, 특수금고, 철비, 내화화일 등

## 연혁
- 1963년 8월 범일공업사 설립 (금고 및 금속가구 부품제조)
- 1972년 2월 일본 사또 금고와 기술제휴로 내화 금고 생산 시작 및 수출
- 1981년 6월 범일금고로 회사명 개명
- 1983년 2월 코트라 회원등록
- 1985년 11월 KS품질 규격 획득
- 1996년 5월 은탑 산업훈장수상, 대통령 서훈 수여
- 2002년 12월 산업통상자원주관, 2002년 세계일류화상품 선정
- 2006년 5월 한국디자인협회, Good Design 상품 선정
- 2012년 5월 중소기업협회주관, 명문 장수기업 장수선도기업 선정
- 2013년 12월 산업통상자원주관, 2013년 세계일류화상품 선정